# Odontesthes regia
Odontesthes regia är en fiskart som först beskrevs av Alexander von Humboldt 1821.  Odontesthes regia ingår i släktet Odontesthes och familjen Atherinopsidae. IUCN kategoriserar arten globalt som livskraftig. Inga underarter finns listade i Catalogue of Life.